# Le Retour du père prodigue
Le Retour du père prodigue (titre original : The Prodigal Father) est une nouvelle de l'écrivain américain Jack London, publiée aux États-Unis en 1916.

## Historique
La nouvelle est publiée initialement dans le périodique Woman's World en mai 1912, avant d'être reprise dans le recueil The Turtles of Tasman en septembre 1916.

## Éditions

### Éditions en anglais
- The Prodigal Father, dans Woman's World , Chicago, périodique, mai 1912.
- The Prodigal Father, dans le recueil The Turtles of Tasman, New York ,The Macmillan Co, septembre 1916.

### Traductions en français
- Le Retour du père prodigue, traduction de Louis Postif, in Gringoire, mars 1937.
- Le Retour du père prodigue, traduction de Louis Postif, in Les Condamnés à vivre, recueil, U.G.E., 1974.

## Source
- http://www.jack-london.fr/bibliographie